# Oxathres erotyloides
Oxathres erotyloides är en skalbaggsart som beskrevs av Bates 1864. Oxathres erotyloides ingår i släktet Oxathres och familjen långhorningar. Inga underarter finns listade i Catalogue of Life.